# Віче (журнал)
Віче — теоретический и общественно-политический журнал Верховной Рады Украины. Издается с апреля 1992 года, первый редактор — Игорь Скрутень (скончался в 2016 г.). Освещает проблемы развития демократии, деятельность Верховной Рады, развитие парламентаризма, утверждение суверенитета и духовных ценностей украинского народа. На страницах «Вече» анализируются современные социально-экономические процессы государственного строительства, функционирование различных ветвей власти. Постоянно печатаются статьи по истории Украины, политологии, права и тому подобное.
Среди постоянных авторов «Віче» — депутаты ВР Украины, ведущие украинские учёные, творческая интеллигенция.